# Leonteus (Sohn des Koronos)
Leonteus (altgriechisch Λεοντεύς Leonteús) war in der griechischen Mythologie der Sohn des Lapithen Koronos und somit selbst auch ein Lapithe. Nach Hyginus Mythographus war er der Vater des Ixion. Im thessalischen Gyrton war er Herrscher der Lapithen.
Mit dem Sohn des Peirithoos, Polypoites, zog er mit 40 Schiffen in den Kampf um Troja auf Seiten der Griechen. Beide zählten dort zu den tapfersten Kämpfern und Leonteus gehörte zur Besatzung des Trojanischen Pferdes. Auch nahm er an den Leichenspielen für Patroklos teil. Nach der Eroberung Trojas begleitete er Kalchas mit anderen die Küste entlang nach Kolophon. Nachdem Kalchas dort gestorben und bestattet war, kehrte Leonteus mit seinen Begleitern nach Troja und von dort in seine Heimat zurück. Nach Aristoteles starben Leonteus und Polypoites im Land der Meder.